# Photo-guide naturaliste sous-marin de la Dalmatie (Croatie)

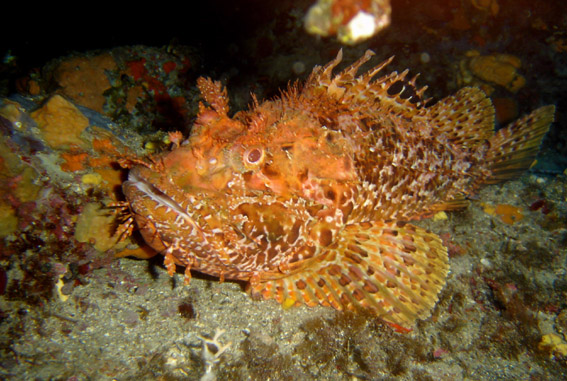
Rascasse rouge (Scorpaena scrofa)

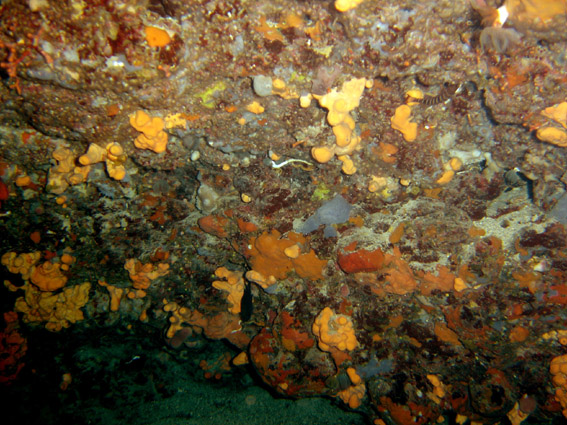
Mur d'éponges (20 m de profondeur)

Pour un article plus général, voir liste des photo-guides naturalistes.

## Introduction
La faune et la flore sous-marine de la Dalmatie (Croatie) sont très caractéristiques de la Méditerranée occidentale en général. On retrouve globalement les mêmes espèces des calanques marseillaises à Malte, en passant par le parc national de Pors-Cros, la Sardaigne ou la côte espagnole.

## Guide photos

### Éponges
Les éponges sont très nombreuses et partout représentées par un grand nombre d'espèces. Elles sont présentes aussi bien sur les fonds sableux et meubles que sur les fonds ou les tombants rocheux, formant ainsi souvent de véritables "murs" d'éponges. Leur rôle écologique de filtreurs de l'eau est fondamental.

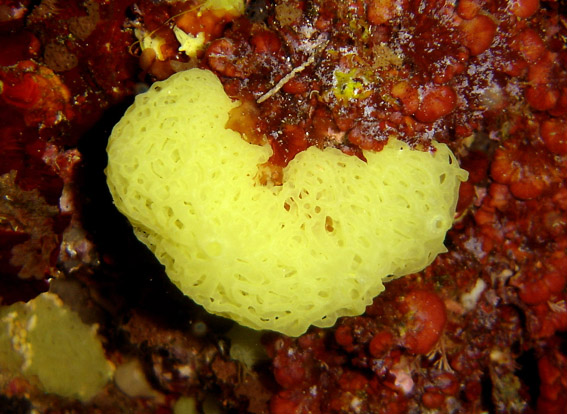
Clathrina clathrus (Porifera)
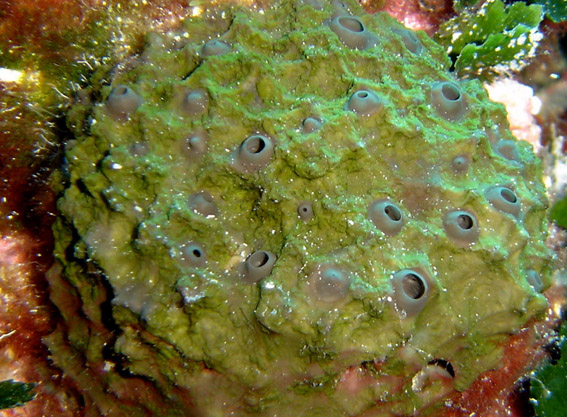
Eponge indéterminée (Porifera)

### Cnidaires

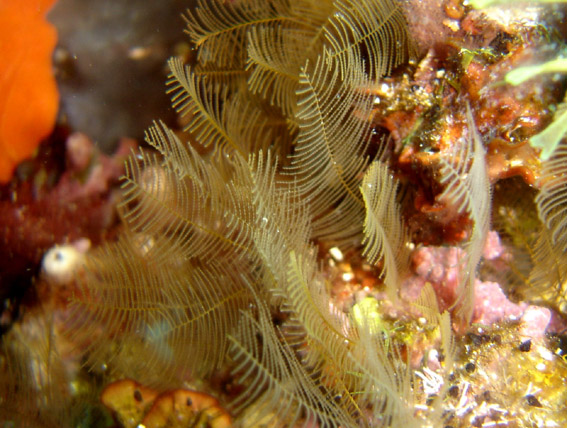
Aglaophenia sp. (Hydrozoaire)
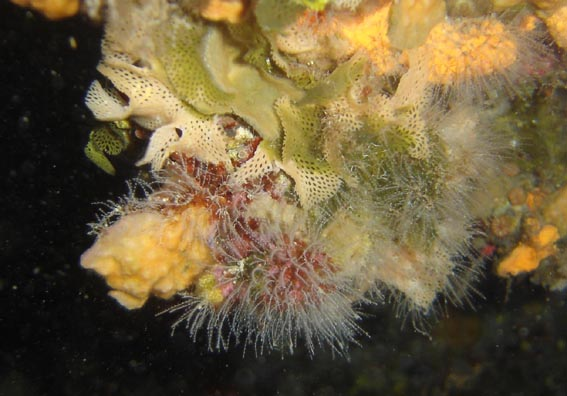
Antenella sp. (Hydrozoaire)

### Bryozoaires

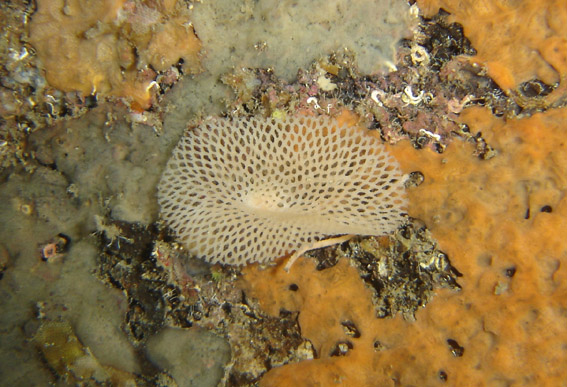
Sertella septentrionalis (Bryozoaire)

### Polychètes

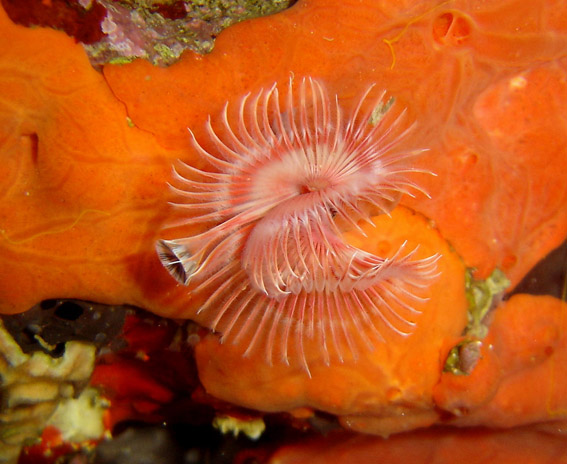
Serpula vermicularis (Spirographe, Polychète)
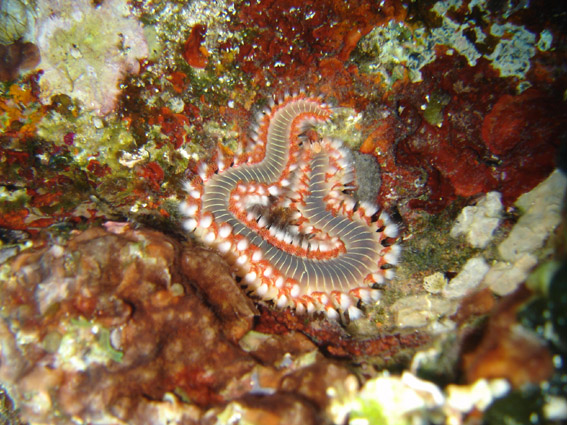
Hermodice carunculata (Polychète)
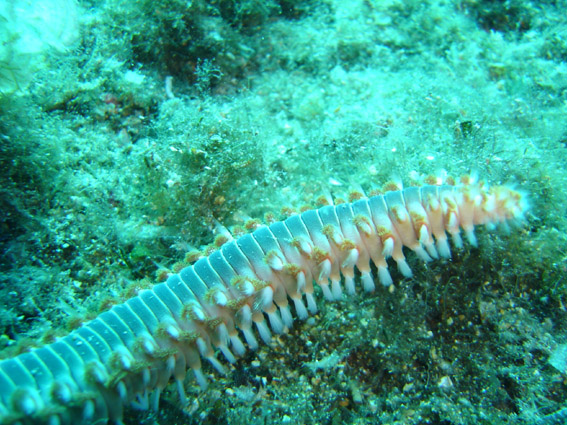
Hermodice carunculata (Polychète)

### Mollusques

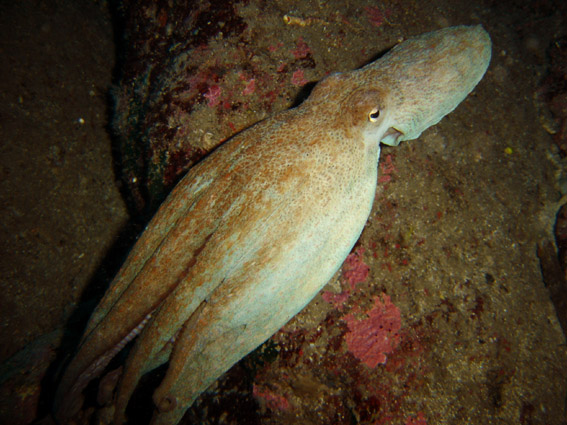
Octopus vulgaris (Poulpe, Cephalopoda)
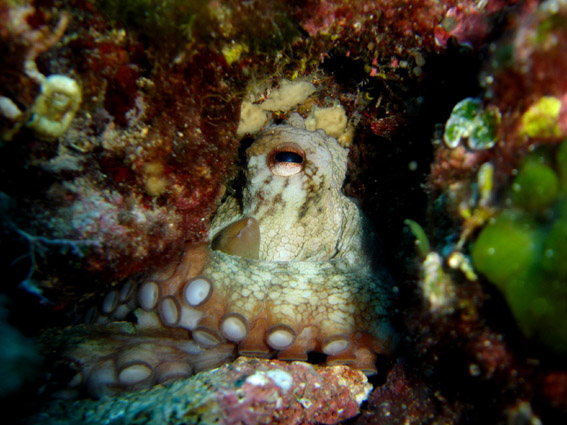
Octopus vulgaris (Poulpe, Cephalopoda)

### Crustacés

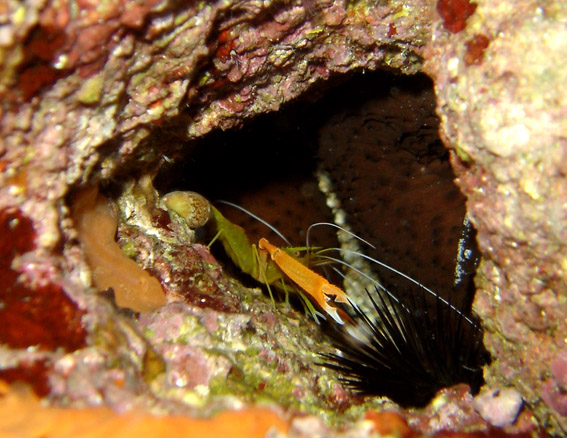
Stenopus spinosus (Crevette, Crustacé)

### Ascidies
Les ascidies, proches parents des tout premiers chordés, sont relativement abondants en Dalmatie, notamment l'ascidie rouge (Halocynthia papillosa). Isolées ou en colonies, elles s'installent sur les fonds rocheux dès la zone des 5 mètres de profondeur, souvent dans des anfractuosités ou parmi les algues.

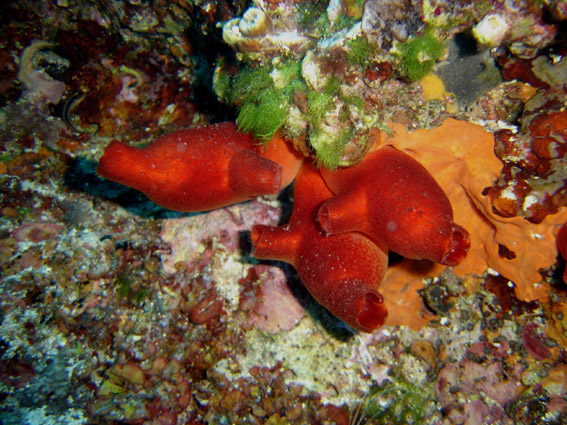
Halocynthia papillosa (Ascidie rouge)
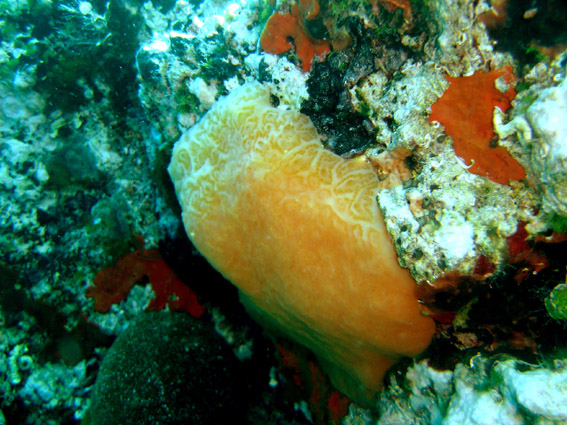
Aplidium conicum (Ascidie coloniale)

### Poissons

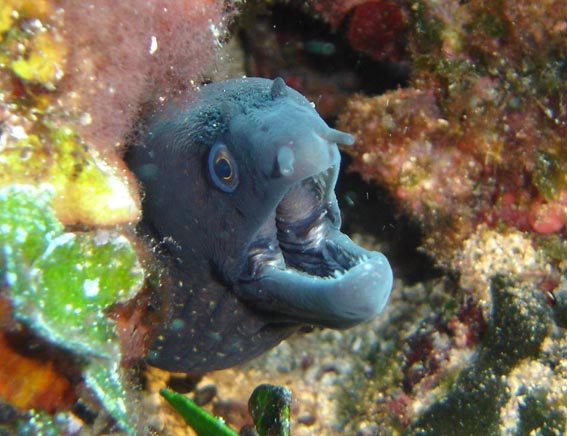
Muraena helena (Murène, Muraenidae)
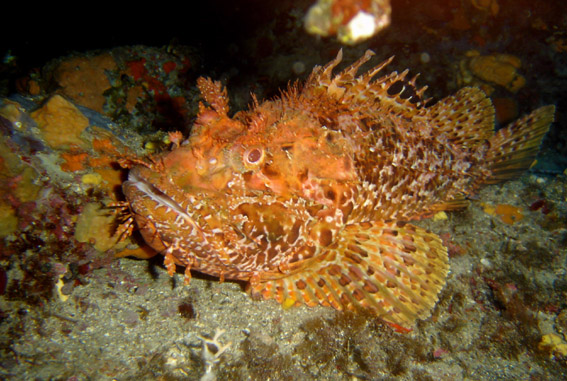
Scorpaena scrofa (Rascasse rouge)
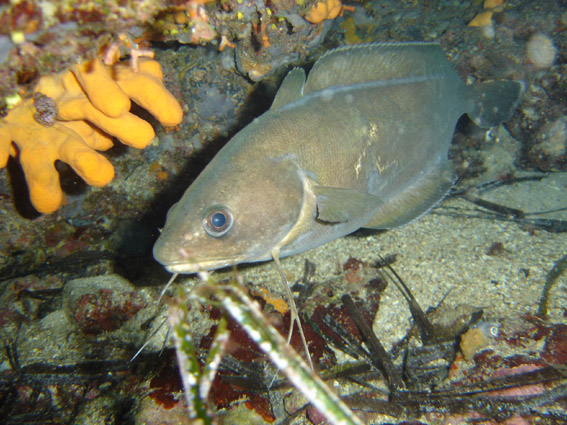
Phycis phycis (Moustelle brune)

### Sites internet d'images libres de droit
- Commons Eukaryota
- US National Oceanic & Atmospheric Administration - Ocean Explorer

### Autres sites internet
- Diving in Croatia